# Michal Zelenka
Michal Zelenka (4. dubna 1948 Praha – 16. prosince 2011 Praha) byl český producent, promotér a manažer hudebních a divadelních souborů i jednotlivců. V šedesátých letech hrál ve skupině Beatings. Řadu let byl prezidentem Asociace provozovatelů soukromého vysílání.

## Životní dráha
Vystudoval střední školu, kde byli jeho spolužáky mj. Jan Cimický, Oldřich Vízner a Jan Rosák, s nimiž založil autorské divadlo, v němž vystupoval jako herec a zpěvák. Po maturitě studoval elektrotechnickou nástavbu. Chodil na koncerty beatových skupin a hrál v pražské skupině Beatings.
Po roce 1968 začal spolupracovat jako promotér s Michalem Prokopem a skupinou Framus Five. Od té doby spolupracoval s mnoha dalšími interprety. Patří mezi ně např. Karel Černoch, skupina Blue Effect kytaristy Radima Hladíka, skupina Collegium Musicum klávesisty Mariána Vargy, herci Josef Dvořák a Jiří Císler, herečka Jana Brejchová a zpěvačka Hana Hegerová.
Jeho první ženou byla neteř Milana Kundery Helena Kunderová. Roku 1978 si vzal za ženu známou zpěvačku Petru Janů. V roce 1991 se stal spoluzakladatelem jednoho z prvních nezávislých rádií – Rádia VOX Praha. Byl také jedním ze zakladatelů a řadu let též prezidentem Asociace provozovatelů soukromého vysílání. Podílel se i na založení Sdružení komunikačních a mediálních organizací.
Michal Zelenka zemřel v Praze dne 16. prosince 2011 na rakovinu.,